# U.S. Route 30
La U.S. Route 30 (US 30) è una strada che attraversa gli Stati Uniti in direzione ovest-est che si estende per 4946 chilometri e collega Astoria con Atlantic City.